# الحيان (مذيخرة)

تعديل مصدري - تعديل

الحيان محلة تابعة لقرية العزلة، التابعة لعزلة الجوالح بمديرية مذيخرة إحدى مديريات محافظة إب في الجمهورية اليمنية، بلغ تعداد سكانها 169 حسب تعداد اليمن لعام 2004.